# 吳應奎 (嘉靖進士)
吳應奎（1504年—？），原名應奎，字汝文，浙江杭州府錢塘縣民籍直隸休寧縣人，明朝政治人物。

## 生平
嘉靖十三年（1534年）甲午科浙江鄉試第二十二名，嘉靖十四年（1535年）乙未科第三甲第五十七名進士。同年官山東章丘縣知縣。官至福州府知府。

## 家族
曾祖吳福遠；祖父吳貴誠；父吳珍富。母李氏。重庆下。